# Bythocythere dromedaria
Bythocythere dromedaria är en kräftdjursart som beskrevs av Georg Ossian Sars 1866. Bythocythere dromedaria ingår i släktet Bythocythere, och familjen Bythocytheridae. Arten är reproducerande i Sverige.